# Derechos humanos durante la revolución bolivariana
Los derechos humanos durante la revolución bolivariana en Venezuela se refiere a un conjunto de prácticas y denuncias contra los Gobiernos de Hugo Chávez (1999-2013) y Nicolás Maduro (desde 2013) por la violación sistemática de los derechos humanos en Venezuela, expuestos en los informes anuales del departamento de las Naciones Unidas para los Derechos Humanos y otros organismos nacionales e internacionales.

## Contexto

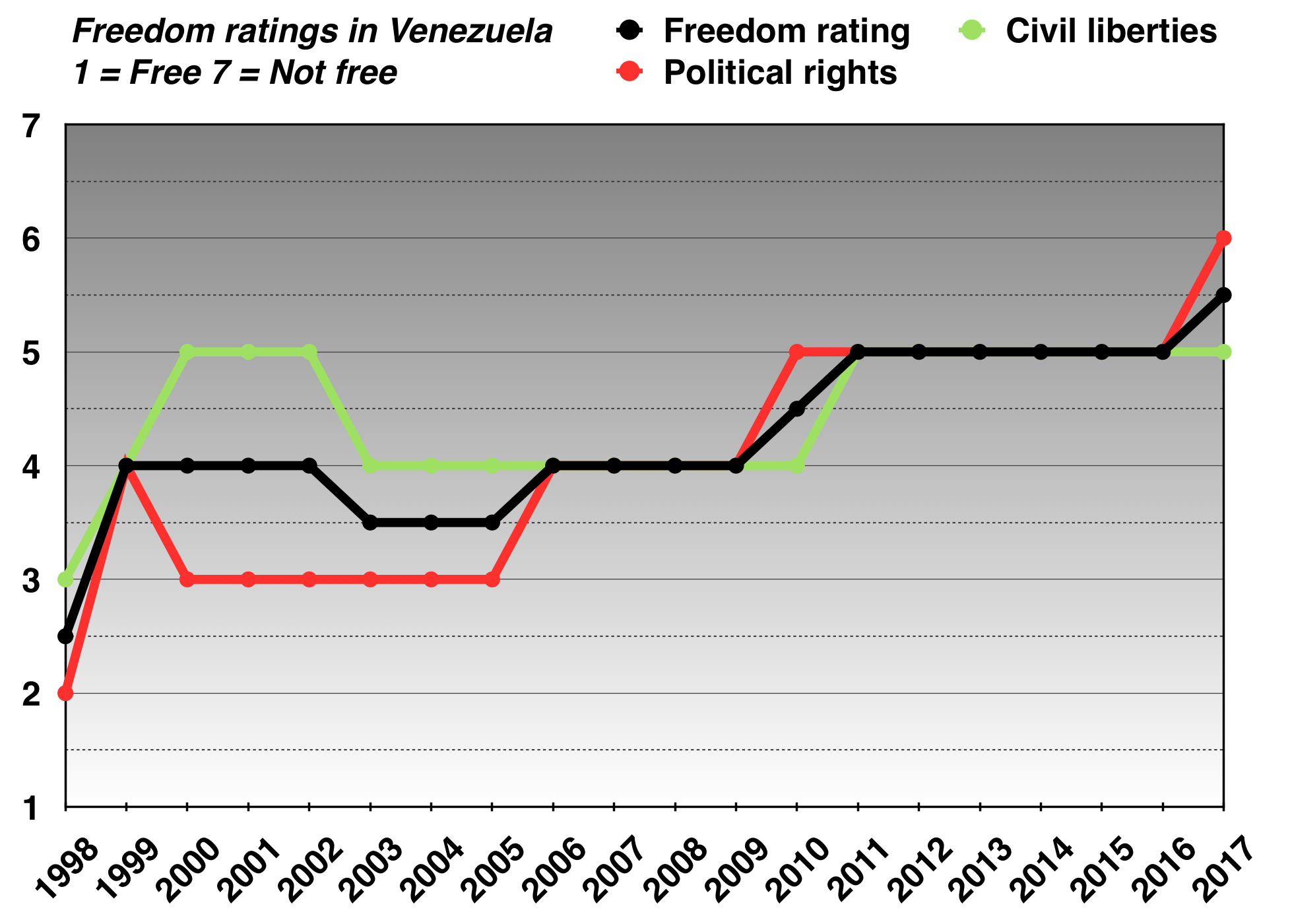
Calificaciones de libertad en Venezuela de 1998 a 2017 (1 = libre, 7 = no libre).

Desde el establecimiento del chavismo como corriente política en Venezuela a finales de la década de 1990, surgieron grupos sociales de tipo comunitario autodenominados “colectivos”, que apoyan al Partido Socialista Unido de Venezuela (PSUV) y a los gobiernos del expresidente Hugo Chávez y más tarde de Nicolás Maduro. Estos grupos manifiestan estar dedicados a la promoción de la democracia, de grupos políticos y actividades culturales, sin embargo la mayoría de ellos actúan como grupos paramilitares para la defensa de la revolución bolivariana.
Este comportamiento se ha intensificado desde inicios del mandato de Nicolás Maduro en el año 2013. Desde entonces, factores de oposición a la revolución han documentado y denunciado conductas de intimidación y hechos delictivos por parte de estos colectivos con el apoyo del Estado, quienes intervienen en las marchas opositoras para arremeter contra los manifestantes, lo que provoca hechos de consecuencias trágicas.
Ya finalizando su mandato constitucional en 2018, Nicolás Maduro solicitó públicamente, estar preparados para el combate en caso de que sucediera un golpe de Estado en su contra o una intervención militar extranjera, incentivando aún más las actividades ilícitas de estos grupos.
No obstante, los colectivos no han sido los únicos grupos que infunden temor en la población civil. Desde que inició el mandato de Maduro en 2013, las fuerzas de seguridad del Estado también han sido empleados como instrumentos de intimidación en contra de la población civil. Durante las protestas de oposición en contra de Maduro, la intervención de los cuerpos de seguridad estatal ha dejado como consecuencia elevados saldos de heridos y fallecidos, sin que las autoridades pertinentes castiguen a los culpables. Destaca también el funcionamiento de las Fuerzas de Acciones Especiales (FAES), quienes violando la Ley pero con apoyo del Estado realizan operativos en los sectores populares del país para "combatir la delincuencia", pero con la aplicación de ejecuciones extrajudiciales en contra de civiles desarmados.
El Estado venezolano ha criminalizado de facto la protesta. La práctica frecuente es acusar de traición a la patria a los manifestantes, quienes en detrimento de sus derechos constitucionales, son enjuiciados en tribunales militares, aunque estos tribunales fueron concebidos originalmente para procesar a militares, no civiles.
Respecto a lo anterior, la Oficina del Alto Comisionado de las Naciones Unidas para los Derechos Humanos (OACNUDH) publicó en 2018 un informe donde se documentaba como las fuerzas de seguridad del Estado utilizaban las detenciones arbitrarias como mecanismo para intimidar a los disidentes del gobierno de Nicolás Maduro. Igualmente denuncia el escrito que las personas detenidas con frecuencia eran sometidas a torturas y tratos crueles. Asimismo se expone en el informe casos en que miembros de las fuerzas de seguridad, responsables de la ejecución extrajudicial de manifestantes, fueron liberados a pesar de ser objeto de órdenes judiciales de arresto o permanecieron retenidos en comisarías o cuarteles militares donde podían moverse libremente y no eran tratados como detenidos. Posteriormente en marzo de 2019, Michelle Bachelet, Alta Comisionada de las Naciones Unidas para los Derechos Humanos expuso su informe oral en donde denunciaba los actos delictivos cometidos por los colectivos armados pro-gubernamentales, destacando también las ejecuciones extrajudiciales cometidas por el FAES y la negativa expresa del Ministerio Público a iniciar investigaciones sobre estos hechos. Inclusive la oposición ha denunciado que Iris Varela, ministra del Servicio Penitenciario, ha liberado reos en diversas ocasiones para arremeter contra los participantes de las distintas marchas opositoras.
De hecho, la tendencia en la alta esfera del chavismo es la difusión de odio en contra de la oposición venezolana, quien es vista no como un adversario político sino como un enemigo que se debe erradicar. Es ejemplo de esto, Diosdado Cabello, quien a través de su programa “Con el mazo dando”, transmitido por el canal estatal Venezolana de Televisión (VTV), acusa públicamente de distintos delitos a varios individuos de oposición, aun sin presentar pruebas de sus acusaciones.
Incluso el propio Nicolás Maduro en 2018 amenazó con aplicar ejecuciones extrajudiciales a cualquier opositor que considerara "terrorista", esto en alusión al asesinato del exfuncionario Óscar Alberto Pérez en manos de efectivos de seguridad del Estado.
El 2 de julio de 2021 Michelle Bachelet publicó un nuevo informe de 21 páginas sobre la situación de los derechos humanos en Venezuela, en el marco de un mandato del Consejo de DDHH de la ONU desde 2019 al 30 de abril de 2021.Está centrado en acontecimientos relacionados las violaciones al derecho a la vida, torturas y malos tratos, condiciones de detención; violencia sexual; las fallas de acceso a la justicia y reparaciones adecuadas; y violaciones a las libertades de asociación, de opinión y expresión. La Oficina de Bachelet siguió recibiendo denuncias de torturas, tratos crueles, inhumanos y degradantes contra detenidos por razones políticas o presos comunes. Bachelet destacó desaparición de personas como los casos del militar Antonio Sequea Torres, el teniente coronel Juan Antonio Hurtado Campos (desaparecido desde septiembre de 2018) y Hugo Enrique Marino Salas (desaparecido desde abril de 2019).

## Tratados internacionales
La Constitución de la República Bolivariana de Venezuela establece, en  su artículo 23, que "los tratados, pactos y convenciones relativos a derechos humanos, suscritos y ratificados por Venezuela, tienen jerarquía constitucional y prevalecen en el orden interno, en la medida en que contengan normas sobre su goce y ejercicio más favorables a las establecidas por esta Constitución y la ley de la República, y son de aplicación inmediata y directa por los tribunales y demás órganos del Poder Público".
Los principales instrumentos internacionales en materia de tortura, suscritos y ratificados por el Estado venezolano. son:
- Sistema Universal. La Convención contra la Tortura y Otros Tratos o Penas Crueles, Inhumanos o Degradantes (10 de diciembre de 1984) indica en su artículo 1: "se entenderá por el término "tortura" todo acto por el cual se inflija intencionadamente a una persona dolores o sufrimientos graves, ya sean físicos o mentales, con el fin de obtener de ella o de un tercero información o una confesión, de castigarla por un acto que haya cometido, o se sospeche que ha cometido, o de intimidar o coaccionar a esa persona o a otras, o por cualquier razón basada en cualquier tipo de discriminación, cuando dichos dolores o sufrimientos sean infligidos por un funcionario público u otra persona en el ejercicio de funciones públicas, a instigación suya, o con su consentimiento o aquiescencia. No se considerarán torturas los dolores o sufrimientos que sean consecuencia únicamente de sanciones legítimas, o que sean inherentes o incidentales a éstas.[22]
- Sistema Interamericano. La Convención Interamericana para Prevenir y Sancionar la Tortura  (9 de diciembre de 1985) establece en su artículo 1: "Para los efectos de la presente Convención se entenderá por tortura todo acto realizado intencionalmente por el cual se inflijan a una persona penas o sufrimientos físicos o mentales, con fines de investigación criminal, como medio intimidatorio, como castigo personal, como medida preventiva, como pena o con cualquier otro fin. Se entenderá también como tortura la aplicación sobre una persona de métodos tendientes a anular la personalidad de la víctima o a disminuir su capacidad física o mental, aunque no causen dolor físico o angustia psíquica.[23]
- El Estatuto de Roma. La tortura es uno de los crímenes de lesa humanidad establecidos en el Estatuto de Roma, “cuando se cometa como parte de un ataque generalizado o sistemático contra una población civil y con conocimiento de dicho ataque”, indica el artículo 7 de dicho estatuto.
- El Protocolo de Estambul (9 de agosto de 1999), un manual para la investigación y documentación eficientes de torturas y otros tratos o penas crueles, inhumanos o degradantes.

## Historia

### Tortura
La abogada penalista y activista de derechos humanos Tamara Sujú ha recopilando casos de tortura registrados en Venezuela entre 2002 y 2014 y formalizó su denuncia contra Nicolás Maduro en la Corte Penal Internacional en julio de 2016, cuando presentó ante la Corte un expediente de 65 incidencias. Lo actualizó en mayo de 2017 sumándole otros casos. El 5 de abril de 2017, Sujú fue invitada al InterAmerican Institute for Democracy para narrar los casos de tortura en Venezuela y el expediente del país en la Corte.

### Presidencia de Hugo Chávez
En octubre de 2001 Hugo Chávez crea los círculos bolivarianos, se han presentado de acciones violentas por parte de algunos de ellos, y del papel que podría estar cumpliendo esta violencia organizada como parte del proyecto político chavista. La oposición venezolana los ha calificado como "círculos del terror" debido a su papel como brazo represor del gobierno de Chávez, durante los años 2002, 2003 y 2004 fueron cientos los ataques contra políticos, periodistas y la sociedad civil opositora a Chavez.
En 2003, una ciudadana y tres militares vinculados a los soldados sublevados en la Plaza Altamira durante el paro general de 2002 fueron asesinados. Zaida Peraza, de 28 años; Darwin Argüello, de 21; Ángel Salas, de 21, y Félix Pinto, de 22, fueron encontrados en dos lugares diferentes de las afueras de Caracas con signos de haber sido torturados, atados de pies y manos, habiendo sido asesinados con tiros de escopeta a corta distancia. El líder del grupo, el general Enrique Medina Gómez, declaró que varios testigos vieron cómo los militares, junto a dos mujeres que les acompañaban, fueron detenidos y obligados a abordar dos camionetas por hombres vestidos de negro y con las caras cubiertas con pasamontañas.

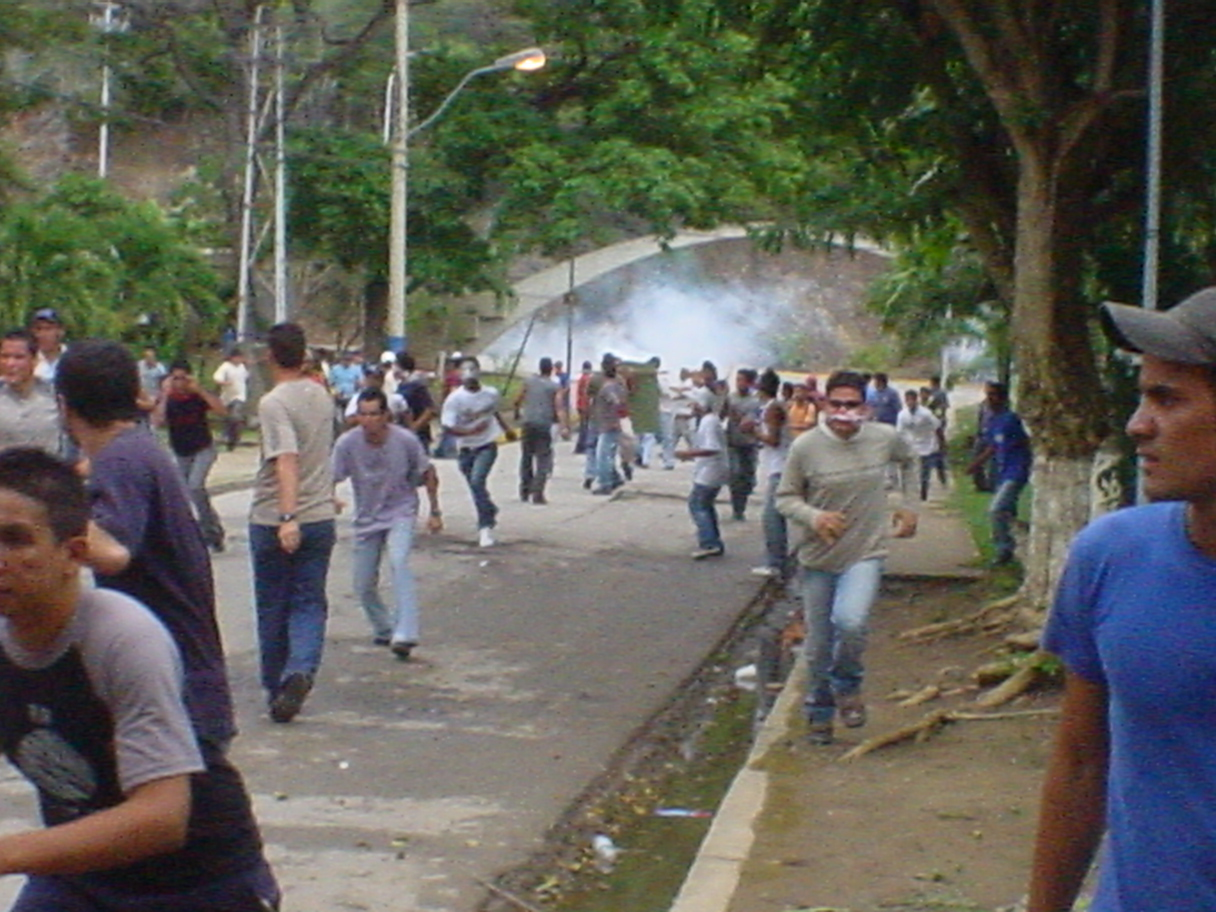
Protestas en Venezuela de 2004.

Entre el 27 de febrero y el 4 de marzo de 2004 las protestas antigubernamentales desembocaron en reiterados enfrentamientos violentos con la policía y las fuerzas de seguridad en distintos lugares del país. También los partidarios del gobierno celebraron manifestaciones. Según información recibida por Amnistía Internacional, en el contexto de esos 7 días de disturbios 14 personas murieron en circunstancias aún sin esclarecer y más de 200 resultaron heridas, recibiéndose denuncias creíbles de uso excesivo de la fuerza por parte de las fuerzas de seguridad. Además, se practicaron más de 500 detenciones y hubo denuncias de tortura y malos tratos. También se señaló que muchos de los manifestantes detenidos parecían no haber sido "llevados ante un juez dentro del plazo legal".
Venezuela fue clasificada como la nación menos democrática de América del Sur en el Índice de Democracia de la Unidad de Inteligencia de The Economist de 2008. También en 2008, Freedom House eliminó a Venezuela de su lista de países que tienen una democracia representativa. Para 2009, la Comisión Interamericana de Derechos Humanos publicó un informe en el que afirma que el gobierno de Venezuela practica "represión e intolerancia".
La jueza María Lourdes Afiuni fue detenida el 17 de diciembre de 2009 en el Instituto Nacional de Orientación Femenina (INOF), una cárcel de mujeres en las afueras de Caracas. En enero de 2010, la fiscalía presentó cargos oficiales contra Afiuni por presuntas irregularidades en la liberación de Eligio Cedeño. El primero de julio de 2015 hizo declaraciones a la corte en donde describió la violación sexual a la que fue sometida en la cárcel a causa de la cual se le tuvo que hacer una histerectomía y reconstrucción de sus órganos sexuales y vejiga, aparte del compromiso de uno de sus senos el cual está necrosado en un 25% a causa de una patada dada con una bota militar por uno de sus custodias.
El Parlamento Europeo aprobó una resolución de febrero de 2010 expresando "preocupación por el movimiento hacia el autoritarismo" de Chávez. En 2011 Human Rights Watch denucio al gobierno de Chávez por acabar con la independencia judicial, atacar la libertad de expresión, perseguir periodistas y opositores políticos, además de los abuusos de las fuerzas de seguridad del estado, las cuales asesinaron a 7.998 personas entre enero de 2000 y el primer trimestre de 2009.

Según Naciones Unidas, hubo 31.096 denuncias por violaciones de derechos humanos recibidas entre los años 2011 y 2014. De las 31.096, el 3,1% resultó solo en acusación por parte del Ministerio Público venezolano. En el informe de Freedom House del año 2013, se criticó al gobierno del presidente Nicolás Maduro por:
"un aumento en la aplicación selectiva de leyes y reglamentos contra la oposición para minimizar su papel como control del poder del gobierno"
Lo que dio Calificación de libertad de Venezuela tendencia a la baja.

### Protestas en Venezuela de 2014

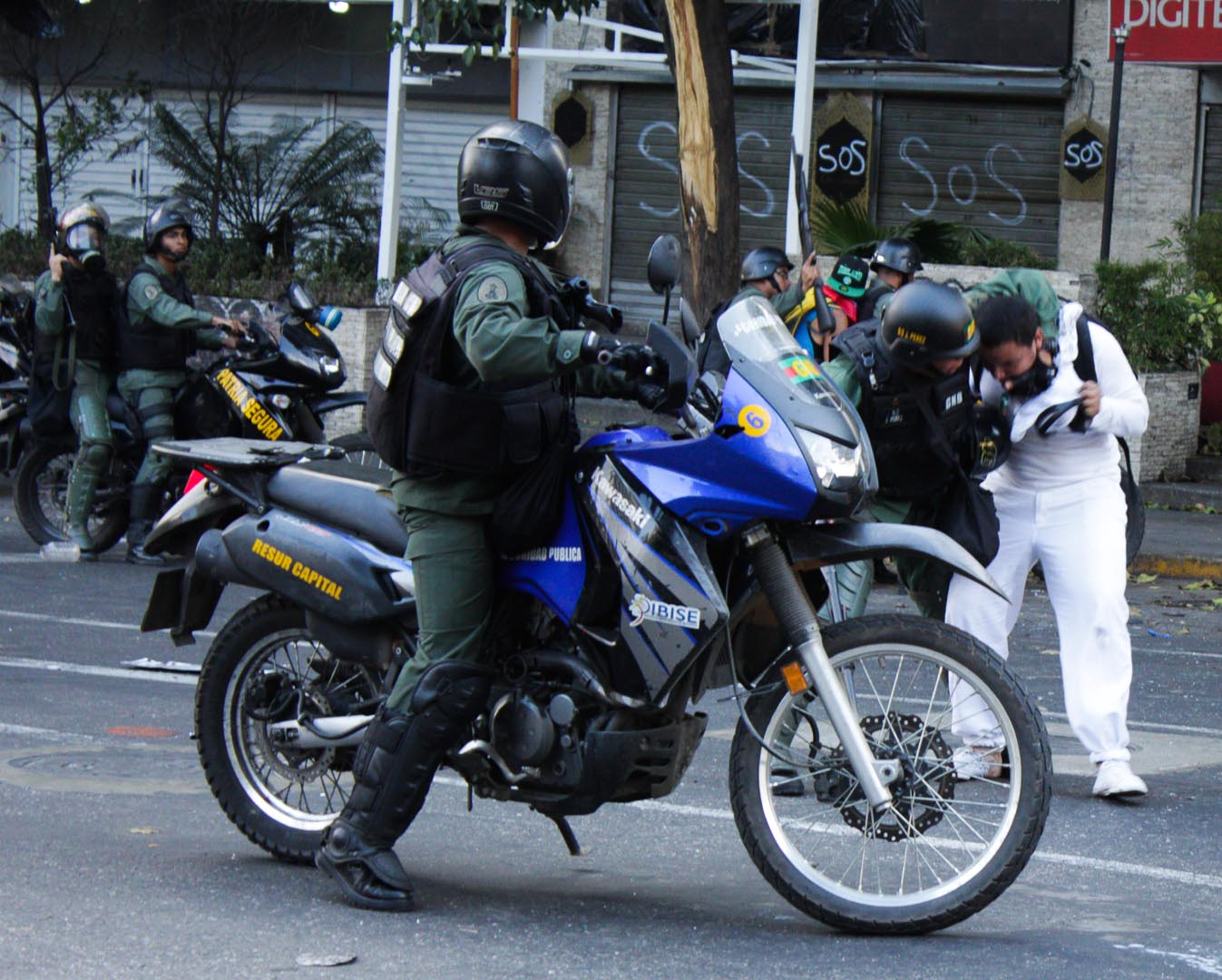
GNB confrontando a manifestantes de oposición.

Durante las protestas en Venezuela de 2014, la ONG Foro Penal documentó 33 casos de torturas contra detenidos, afirmando que los abusos fueron «continuos y sistemáticos» y que las autoridades venezolanas eran «acusadas en general de golpear a los detenidos, en muchos casos fuertemente, y muchas personas han indicado que las fuerzas de seguridad les han robado, tomando sus teléfonos móviles, dinero y joyas». Estas torturas, algunas por parte del Servicio Bolivariano de Inteligencia Nacional, incluirían golpizas, descargas eléctricas, y asfixia, además de tortura psicológica. A los detenidos se les negaría el acceso a abogados y serían obligados a firmar un acta donde declararían que sí habían sido atendidos por abogados defensores. Amnistía Internacional corraboró esta información, indicando que la «tortura es común» por parte de las autoridades venezolanas en contra de los manifestantes. En un informe titulado Castigados por Protestar luego de una investigación realizada en marzo durante las protestas, Human Rights Watch dijo que aquellos que fueron detenidos por autoridades del gobierno fueron sujetos de "abusos físicos severos"; algunos de ellos incluían golpizas:
"a puñetazos, con cascos, y armas de fuego; descargas eléctricas o quemaduras; ser obligados a sentarse en cuclillas o arrodillarse, sin moverse, durante varias horas; ser enmanillados a otros detenidos, algunas veces en pares y en otras ocasiones en cadenas humanas de decenas de personas, durante varias horas; y exposición a largos periodos de calor o frío intenso".
También reportó que:
"muchas víctimas y familiares con los que hablamos dijeron que ellos creían que podían ser víctimas de represalias por parte de la policía, miembros de la guardia o pandillas simpatizantes del Gobierno si reportaban los abusos".
En un caso, un grupo de hombres dijo que se estaban yendo de una protesta que se había puesto violenta, «los soldados rodearon el vehículo, rompieron las ventanas y lanzaron gas lacrimógeno adentro». Un hombre dijo que un soldado le «disparó con una escopeta a quemarropa» mientras estaba en el vehículo. Los hombres luego fueron «sacados del vehículo y golpeados violentamente», luego un soldado «aplastó sus manos con la culata de su escopeta, diciéndoles que era su castigo por lanzar piedras». El vehículo luego fue incendiado. Un manifestante dijo que mientras estaba detenido, los soldados «lo patearon una y otra vez». Los manifestantes con los que estaban «fueron esposados juntos, amenazados con un perro de ataque, obligados a mantenerse arrodillados por largos periodos de tiempo, golpeados y rociados con aerosol de pimienta». El manifestante luego dijo que fue «golpeado tan fuerte con el casco de un soldado que lo escucho romperse». Una mujer también dijo que estaba con su hija cuando «fueron recogidas por soldados de la Guardia Nacional, llevadas junto a seis otras mujeres a un puesto militar y entregadas a soldados mujeres». Las mujeres luego dijeron que «los soldados las golpearon, patearon y amenazaron con matarlas». Las mujeres también dijeron que los soldados amenazaron con violarlas, cortaron sus cabellos y «fueron dejadas en libertad sólo después de hacerlas firmar un documento indicando que no habían sido maltratadas».
El Nuevo Herald afirmó que los estudiantes manifestantes habían sido torturados por fuerzas del gobierno para obligarlos a admitir su participación en un plan conjunto con individuos extranjeros para derrocar al gobierno venezolano. Adicional a las torturas, estudiantes han denunciado que han sido víctimas de abuso sexual por parte de la Guardia Nacional Bolivariana; Foro Penal denunció que en Carabobo habrían sido torturados durante cinco horas, arrodillados mientras se encontraban recluidos por las autoridades, el representante relata que todos los estudiantes fueron sodomizados con un fusil automático. Relatan que posterior al hecho debieron ser "limpiados con un trapo de gasolina debido a la cantidad de sangre causadas por las heridas". Adicionalmente, destaca el caso de Juan Manuel Carrasco, golpeado y violado sexualmente por funcionarios de la GNB, quien según pruebas forenses realizadas posteriores al hecho corroboran la violación, desmintiendo a la fiscal general.
El director del Foro Penal, Alfredo Romero, pidió tanto a la oposición como al gobierno venezolano que presten atención a los llamados sobre las violaciones a los derechos humanos que no habían sido escuchados. También informó que una mujer había sido torturada con descargas eléctricas en sus pechos. El Foro Penal Venezolano afirmó que los estudiantes, tras ser arrestados, eran torturados con descargas eléctricas, golpizas y amenazados con ser quemados vivos luego de ser empapados de gasolina. La Fiscalía General de Venezuela reportó que estaba realizando, 145 investigaciones relacionadas con abusos de los derechos humanos y que 17 oficiales de seguridad habían sido detenidos en relación con estos hechoLa Tumbas. El presidente Maduro y otros funcionarios gubernamentales aceptaron que han ocurrido abusos a los derechos humanos, pero dijo que se trataba de casos aislados y no de un patrón sistemático. Cuando los partidos de oposición pidieron un debate sobre la tortura en la Asamblea Nacional, el gobierno venezolano se opuso, acusando de violencia a la oposición diciendo, «los violentos no somos nosotros, los violentos están en un grupo de la oposición».

### La Tumba
El 2 de marzo de 2015 La Comisión Interamericana de Derechos Humanos dictó medidas cautelares de protección en la resolución 6/2015 a favor de Lorent Saleh y Gerardo Carrero como respuesta a la solicitud hecha el 8 de julio de 2013 por Tamara Sujú en nombre del Foro Penal, en la que pidió al organismo que requiera al gobierno venezolano la protección de la vida e integridad personal de Saleh y, más adelante dentro del procedimiento, también la protección de Carrero por la presunta violación de sus derechos humanos. El documento de la CIDH reseña que Saleh y Guerrero:
“estarían ubicados en un sótano (cinco pisos bajo tierra), conocido como La Tumba, del edificio que funciona como sede principal del Servicio Bolivariano de Inteligencia Nacional (SEBIN)”
Donde son sometidos a un:
“aislamiento prolongado sin contacto con otras personas, en un espacio confinado de 2×3 metros, con cámaras de vídeo y micrófonos en cada una de sus celdas, sin acceso a la luz del sol o al aire libre”
Y que los dos presos han denunciado que padecen:
“crisis nerviosas, problemas estomacales, diarrea, vómitos, espasmos, dolores en articulaciones, dolores de cabeza, dermatitis, ataques de pánico, trastornos musculares y desorientación temporal”
Sin “presuntamente recibir atención médica adecuada”. La Comisión consideró que los estudiantes "se encuentran en una situación de gravedad y urgencia, puesto que sus vidas e integridad personal estarían en riesgo", y de acuerdo con el artículo 25 de Reglamento de la CIDH el organismo le pidió  al gobierno venezolano que adoptara las medidas necesarias para preservar la vida y la integridad personal de los detenidos, particularmente proporcionar la atención médica adecuada de acuerdo con las condiciones de sus patologías, y que asegurara que sus condiciones de detención se adecuaran a estándares internacionales, tomando en consideración su estado de salud actual. El 20 de abril Lorent intentó suicidarse en su celda, hecho que fue evitado por los funcionarios del SEBIN. Su abogado denunció que para entonces no había recibido respuesta por parte del Ministerio Público sobre la solicitud de realizarle evaluaciones psiquiátricas a Lorent Saleh y a Gabriel Valles Sguerzi.

### Protestas en Venezuela de 2017
El Alto Comisionado de las Naciones Unidas para los Derechos Humanos (ACNUDH) denunció el «uso generalizado y sistemático de fuerza excesiva» durante las protestas y responsabilizó al gobierno de al menos manifestantes y aseguró que «varios miles de personas han sido detenidas arbitrariamente, muchas de ellas han sido víctimas de malos tratos e incluso de torturas». El 14 de septiembre de 2017 Tamara Sujú denunció ante la Organización de Estados Americanos (OEA) 289 casos de tortura, incluyendo incidentes durante las protestas en Venezuela de 2017 y 192 casos de torturas sexuales, durante la primera audiencia de la organización para analizar crímenes de lesa humanidad en el país.

### Elecciones presidenciales de 2018
El médico José Alberto Marulanda fue apresado el 20 de mayo de 2018 por oficiales de la Dirección General de Contrainteligencia Militar (DGCIM), día en el que se celebraron elecciones presidenciales en Venezuela. Durante su detención, Marulando ha sido torturado por parte de funcionarios hasta llegar a quedar sordo del oído derecho tras un golpe que le dieron y de perder la sensibilidad en sus manos. Para noviembre de 2018, seis meses después de su detención, su audiencia había sido diferida seis veces.
Luisa Ortega Díaz, fiscal general de la nación durante el tercer gobierno de Chávez y el primero de Maduro, denunció en 2018 que en el país «hay un genocidio, un plan deliberado por parte de Maduro, el heredero de Chávez, de exterminar la población y aquellos que no se sometan, no se subordinen; los persiguen, los aniquilan o los obligan a abandonar el país».

### Detenciones arbitrarias

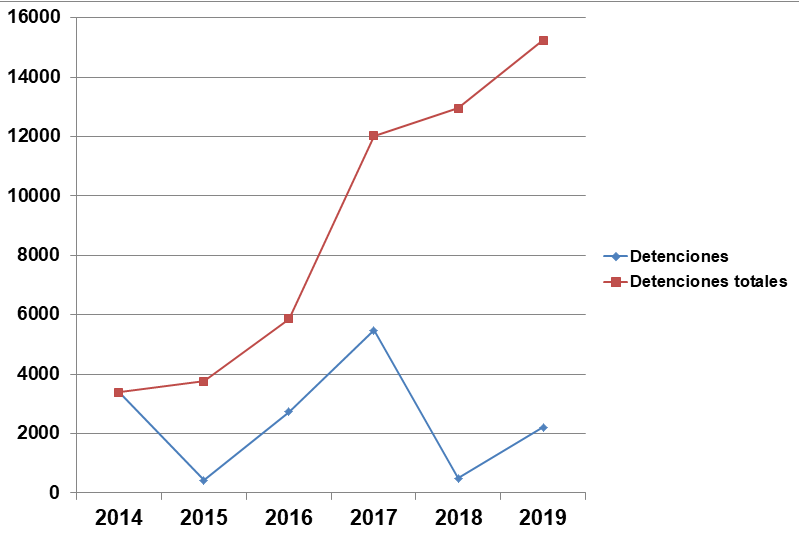
Detenciones arbitrarias en Venezuela entre 2014 y 2019, según el Foro Penal. Arrestos por año en azul y arrestos en total en rojo.

Entre 2009 y 2018, Espacio Público registró un total de 55 detenciones de personas por difusión de contenidos a través de redes sociales. Las detenciones arbitrarias son la modalidad más representativa de la intolerancia estatal en línea, no solo por los daños que genera para la integridad personal y social, sino porque constituyen un reflejo de la incomprensión de la vida digital al pretender trasladar presuntos delitos off line a la dinámica descentralizada y horizontal de la web. El 67% (37) de las personas detenidas entre 2009 y 2018 usaron Twitter. Básicamente los contenidos publicados estuvieron relacionados con opiniones sobre temas políticos, predicciones astrológicas, difusión de información pública, opiniones sobre la crisis nacional en sus diferentes tópicos o casos de corrupción.

### 2024 Expulsión de personal de la oficina de DDHH
El 15 de febrero de 2024 el Gobierno suspende a la Oficina del Alto Comisionado de las Naciones Unidas para los Derechos Humanos con relación a la opinión de Volker Türk sobre la detención de libertad de la  activista de derechos humanos venezolana Rocío San Miguel Nicolás Maduro acusó a la organización de convertirse en "el bufete particular" de un "grupo de golpistas y terroristas" y le dio tres días a su personal para que deje Venezuela, ordenó la salida de su personal en 72 horas. La portavoz del Alto Comisionado, Ravina Shamdasani, lamentó la decisión, y afirmó que “nuestros principios rectores han sido y seguirán siendo la promoción y la protección de los derechos humanos” de los venezolanos, mientras que una vocera de esa institución dijo que los integrantes de esa oficina continuarán sus labores desde Panamá.

## Monitoreo de la CIDH
La Comisión Interamericana de Derechos Humanos se ha ocupado de la tortura en Venezuela a través de sus informes anuales y especiales. En el Informe País, publicado el 22 de junio de 2018, se señala: "La Comisión ha venido haciendo seguimiento a información sumamente preocupante sobre alegadas torturas y tratos crueles, inhumanos y degradantes cometidos por agentes estatales, contra personas privadas de libertad en Venezuela. Con anterioridad al 2017 ya existían denuncias sobre actos de esta naturaleza altamente reprochables. En particular, en el 2015 la CIDH recibió información de 51 casos de presuntas torturas, tratos crueles, inhumanos y degradantes, solo entre enero y junio, lo cual hacía un incremento de 28% de respecto del año anterior. En julio de 2016, se denunció que, desde el mes de mayo, el Servicio Bolivariano de Inteligencia Nacional y la Guardia Nacional Bolivariana habrían detenido a 21 personas, la mayoría de las cuales afirmó haber sido torturadas o haber sufrido otros abusos mientras estuvieron bajo custodia. Se informó, además, sobre la individualización de 18 víctimas de tortura, lo que representaría un incremento de 300% respecto al 2015. Asimismo, durante el 2016 se identificaron 473 víctimas de tratos o penas crueles, inhumanas o degradantes, 320 menos que en el 2015, y destacó “la ocurrencia de casos que involucraron a grupos de víctimas que superan la decena, y que se produjeron en recintos carcelarios”.

## Aplicación del Sippenhaft
La justicia venezolana viene aplicando algo parecido al sistema Sippenhaft usado por los nazis cuando un opositor es un perseguido político, optan por detener a sus familiares más cercanos para obligarlos a entregarse.

## Masacres

### En la presidencia de Hugo Chávez
| Masacres | Muertes |
| --- | ------- |
| Puente Llaguno: En las cercanías del puente Llaguno de Caracas, se enfrentaron chavistas y antichavistas en el marco del golpe de Estado de 2002, en el enfrentamiento murieron 19 personas, doce de los cuales eran opositores y siete oficialistas, francotiradores del gobierno realizan los disparos desde edificios cercanos. | 19      |
| La Paragua: En el sector de La Paragua en el Estado Bolívar, seis mineros fueron emboscados y asesinados por miembros militares, las fuerzas del Estado ya habían realizados represiones en esa zona. | 6       |
| Táchira: En el sector de Municipio Fernández Feo en el Estado Táchira, doce personas fueron secuestradas, once de ellos fueron encontrados muertos, según las autoridades venezolanas los muertos eran paramilitares colombianos «entrenando» en territorio nacional.                                                              | 12      |

### En la presidencia de Nicolás Maduro
| Masacres | Muertes |
| --- | ------- |
| Amazonas: Las políticas policiales denominada como Operación Liberación del Pueblo ejecutaron a 34 reos que protestaban por las pésimas condiciones de su centro carcelario. | 34      |
| Barlovento: Las políticas policiales denominada como Operación Liberación del Pueblo ejecutaron a 12 jóvenes que se encontraban detenidos por presuntamente ser criminales.  | 12      |
| Coro: En el Estado Falcón, la Guardia Nacional Bolivariana asesinó sin motivo a una madre y su hija.                                                                         | 2       |
| Acarigua: En el Estado Portuguesa, las autoridades asesinaron a 29 reos durante un motín en donde pedían permitir la visita de familiares.                                   | 29      |

## Víctimas notables
- Rafael Acosta Arévalo, militar venezolano, torturado por la Dirección General de Contrainteligencia Militar, falleció por sus heridas.
- Williams Aguado, cirujano venezolano, detenido por la Dirección General de Contrainteligencia Militar.
- Fernando Albán Salazar, político opositor venezolano, torturado por el Servicio Bolivariano de Inteligencia Nacional, falleció por sus heridas.
- Wuilly Arteaga, activista venezolano, detenido por las protestas de 2017, se encuentra exiliado.
- Wilmer Azuaje, político venezolano, detenido por el Cuerpo de Investigaciones Científicas, Penales y Criminalísticas.
- Vasco da Costa, activista venezolano, detenido por el Servicio Bolivariano de Inteligencia Nacional.
- Villca Fernández dirigente estudiantil venezolano, detenido por el Servicio Bolivariano de Inteligencia Nacional.
- Andrés Hurtado personalidad televisiva peruana, detenido durante una acción humanitaria.
- Jesús Medina Ezaine, periodista venezolano, denunció tortura, actualmente se encuentra detenido.
- José Alberto Marulanda, cirujano venezolano, detenido por la Dirección General de Contrainteligencia Militar.
- Juan Caguaripano, detenido por el Ataque al fuerte de Paramacay.
- Juan Manuel Carrasco, estudiante hispano-venezolano, detenido por las protestas de 2014.
- María Lourdes Afiuni, jueza venezolana, actualmente se encuentra encarcelada.
- Igbert Marín Chaparro, militar venezolano, detenido por la Dirección General de Contrainteligencia Militar, se encuentra detenido.
- Karen Palacios, activista venezolana, detenida por la Dirección General de Contrainteligencia Militar.
- Renzo Prieto, torturado venezolano.
- Juan Requesens, diputado venezolano, encarcelado por presuntamente participar en el atentado de Caracas de 2018.
- Miguel Rodríguez Torres, ministro venezolano, detenido por el Servicio Bolivariano de Inteligencia Nacional al alejarse del gobierno de Nicolás Maduro.
- Lorent Saleh, activista venezolano, detenido por el Servicio Bolivariano de Inteligencia Nacional, actualmente exiliado.
- Ángel Vivas, desertor militar venezolano, detenido por participar en las protestas de 2014 y 2017.
- Edgar Zambrano, político venezolano, detenido por el Servicio Bolivariano de Inteligencia Nacional, tras participar en la Operación Libertad.

Al menos 11 presos políticos han fallecido bajo la custodia del régimen de Maduro desde 2015.

## Reacciones

### Reportes internacionales sobre Venezuela
Las protestas antigubernamentales durante 2014, 2017 y 2019 han sido objeto de pronunciamientos de organismos internacionales:
- Comité contra la Tortura: "El Comité expresa su alarma ante informaciones concurrentes que denuncian actos de tortura y malos tratos de personas arrestadas en el marco de las manifestaciones ocurridas entre febrero y julio de 2014. Dichos actos incluirían palizas, descargas eléctricas, quemaduras, asfixia, violación sexual y amenazas, presuntamente con el objeto de destruir pruebas de las actuaciones de las fuerzas de seguridad, obtener información, castigar, obtener confesiones y por discriminación de género. El Comité observa que de las 185 investigaciones llevadas a cabo por el Ministerio Público por trato cruel sólo se han presentado 5 acusaciones, y las 2 investigaciones por tortura todavía siguen su curso. Preocupa al Comité que, según las informaciones recibidas, una gran parte de los afectados no habría denunciado los hechos por temor a represalias y algunos habrían sido amenazados tras denunciarlos".[79]
- Alto Comisionado para los Derechos Humanos de las Naciones Unidas: "Los agentes de seguridad, notablemente los miembros del SEBIN, la DGCIM y la GNB, recurrieron a tales medidas para intimidar y castigar a los detenidos, así como para extraer confesiones e información. Los casos más graves tuvieron lugar por lo general en locales del SEBIN, la DGCIM y del ejército, en todo el país (...) Los casos documentados por el ACNUDH, junto con la información recogida, indican que los malos tratos y la tortura infligidos a personas privadas de libertad por haber expresado ciertas opiniones políticas o por haber ejercido sus derechos humanos no son incidentes aislados. Por el contrario, se ha documentado que las mismas formas de malos tratos han sido cometidas por agentes de diferentes unidades de seguridad en todo el país, en diferentes centros de detención y con el presunto conocimiento de oficiales superiores, lo que demuestra claramente la existencia de un patrón de conducta”.[80]
- La Misión Internacional Independiente de determinación de los hechos sobre Venezuela describió en su segundo informe en 2021 que en base a entrevistas realizadas en el país, fuerzas de seguridad y de inteligencia aplicaban el principio de Sippenhaftung y "utilizaron tácticas criminales incluyendo el secuestro o la detención de miembros de la familia de opositores reales o percibidos, para lograr los arrestos".[81]